# الگانکوین پاور اند یوتیلیتیز
الگانکوین پاور اند یوتیلیتیز (انگلیسی: Algonquin Power & Utilities) یک شرکت انرژی تجدیدپذیر کانادایی است که دارایی‌هایی در سراسر آمریکای شمالی دارد. الگانکوین به‌طور فعال در تأسیسات برق آبی، انرژی بادی و برق خورشیدی، و مشاغل تأسیساتی (آب، گاز طبیعی، برق) از طریق سه شرکت تابعه خود: شرکت برمیودا الکتریک لایت، لیبتی پاور و لیبتی یوتیلتیز سرمایه‌گذاری می‌کند.

## فهرست عمومی
صندوق درآمد الگانکوین پاور در سپتامبر ۱۹۹۷ تأسیس شد و اولین بار در ۲۳ دسامبر ۱۹۹۷ واحدهای اعتماد خود را در بورس تورنتو فهرست کرد. با جمع‌آوری نزدیک به ۷۵ میلیون دلار، الگانکوین از ۲۷٫۵ میلیون دلار برای خرید ۱۴ تأسیسات تولید برق آبی واقع در انتاریو، کبک، نیویورک و نیوهمپشایر استفاده کرد.
شرکت الگانکوین پاور اند یوتیلیتیز در ۲۲ ژوئن ۲۰۲۰ به فهرست شاخص اس‌اندپی تی‌اس‌اکس ۶۰ اضافه شد.